# Heinz Heigl
Heinz Heigl (ur. 26 listopada 1901 w Waldau, zm. w 1942 w getcie warszawskim) – niemiecki szpadzista, brązowy medalista mistrzostw świata. 
Podczas mistrzostw świata w Lozannie w 1935 roku (oficjalnie imprezy tego cyklu rozgrywane są pod tą nazwą od 1937) Niemcy w składzie: Eugen Geiwitz, Heinz Heigl, Siegfried Lerdon i Stefan Rosenbauer zdobyli brązowy medal w szpadzie drużynowej. Był to jego jedyny medal w zawodach tego cyklu.
Nigdy nie wziął udziału w igrzyskach olimpijskich.